# بروک تایس
بروک تایس (انگلیسی: Brooke Theiss؛ زادهٔ ۲۳ اکتبر ۱۹۶۹) هنرپیشه اهل ایالات متحده آمریکا است. وی از سال ۱۹۸۷ میلادی تاکنون مشغول فعالیت بوده‌است.
از فیلم‌ها یا برنامه‌های تلویزیونی که وی در آن نقش داشته‌است می‌توان به زن گربه‌ای، کابوس در خیابان الم ۴: استاد رؤیایی اشاره کرد.